# スパークス・フライ (曲)
「スパークス・フライ」（Sparks Fly）は、テイラー・スウィフトの楽曲である。2010年に発売された『スピーク・ナウ』に収録された後、2011年7月18日にCountry radioで配信され、8月10日に公式オンラインストアで期間限定シングルとして発売された。スウィフトが16歳のときに書いたカントリー・ポップ調の楽曲。シングルとして発売されたのち、Hot Contry Songsで最高位1位、アメリカのBillboard Hot 100で最高位17位を獲得した。

## 背景とリリース
「スパークス・フライ」は、スウィフトが16歳の時に書いた楽曲で、1作目のスタジオ・アルバム『テイラー・スウィフト』を発売する前から存在していた。発売前に複数回で歌われており、2007年に入って本作のライブ映像がインターネット上で公開された。これと同時にファンの間で本作が人気となり、スウィフトに対してアルバムに収録することを求める声があった。
2008年にスウィフトは、3作目のスタジオ・アルバム『スピーク・ナウ』の制作を開始し、本作のレコーディングが行われた。2010年10月25日に『スピーク・ナウ』が発売され、本作はアルバムの2曲目に収録された。
2011年7月18日にCountry radioで配信され、8月10日に公式オンラインストアで期間限定シングルとして発売された。Hot Contry Songsで最高位1位、アメリカのBillboard Hot 100で最高位17位を獲得した。

## 曲の構成
「スパークス・フライ」は、演奏時間が4分22秒のカントリー・ポップ調の楽曲で、作詞作曲はスウィフト。キーはニ短調で、本作におけるスウィフトの声域はF3からC5の2オクターブとなっている。歌詞は、近づく危険な男性でありながら、その男性を好きになってしまい止められないという感情を歌ったもの。
なお、発売前にライブで披露された際には、バンジョーが使用されていたが、音源化されたテイクでは使用されていない。

## ミュージック・ビデオ
米国時間2011年8月10日にスウィフトの公式サイトで、本作のミュージック・ビデオが公開された。クリスチャン・ラムが監督を手がけた作品で、当時行われていたワールド・ワイド・コンサート・ツアー「Speak Now tour」の映像が含まれている。ミュージック・ビデオは、公開初週で40万再生を超える再生回数を記録し、『ビルボード』誌が発表したビルボード・ソーシャル・チャート「Social 50」でスウィフトの名が19位から10位に繰り上がった。
2020年4月3日に一度スウィフトのYouTube公式チャンネルから削除されたが、のちにHD形式に変更された上で再公開された。

## 評価
「スパークス・フライ」は、オキソニアン・レビューやスラント・マガジンなどで音楽評論家から肯定的な評価を得ており、そのうち『ローリング・ストーン』誌のロブ・シェフィールドは本作におけるスウィフトのボーカルを高く評価した。
2019年にインサイダー社は、「ティーンエイジャーによって書かれた最高の14曲（英語: The 14 best songs written by teenagers）」の1つとして本作を挙げた。

## 収録曲
| #         | タイトル                           | 作詞・作曲           | 時間 |
| --------- | ---------------------------------- | -------------------- | ---- |
| 1.        | 「スパークス・フライ」(Sparks Fly) | テイラー・スウィフト | 4:22 |
| 合計時間: | 合計時間:                          | 合計時間:            | 4:22 |

## クレジット
※出典
- テイラー・スウィフト - ボーカル、作詞・作曲、プロデュース、アコースティック・ギター
- ネイサン・チャップマン（英語版） - プロデュース、アコースティック・ギター、バンジョー、ベース、エレクトリック・ギター、マンドリン、オルガン、シンセサイザー
- ブライアン・サットン - アコースティック・ギター
- アモス・ヘラー - ベース
- ティム・マークス - ベース
- トミー・シムズ（英語版） - ベース
- ジョン・ガードナー - ドラム
- ニック・ブダ（英語版） - ドラム
- シャノン・フォレスト（英語版） - ドラム
- グラント・ミケルソン - エレクトリック・ギター
- マイク・メドーズ - エレクトリック・ギター
- ポール・シドッチ - エレクトリック・ギター
- ロブ・ハハコス - フィドル
- ティモシー・ラウアー - ハモンド B-3
- アル・ウィルソン - パーカッション
- エリック・ダーケン（英語版） - パーカッション
- スミス・カリー - スティール・ギター

## チャート成績
| チャート (2010年 - 2011年)       | 最高位 |
| -------------------------------- | ------ |
| オーストラリア (ARIA)            | 97     |
| ベルギー (Ultratip Flanders)     | 19     |
| カナダ (Canadian Hot 100)        | 28     |
| Canada Country (Billboard)       | 3      |
| US Billboard Hot 100             | 17     |
| US Hot Country Songs (Billboard) | 1      |

| チャート (2011年)                | 順位 |
| -------------------------------- | ---- |
| US Hot Country Songs (Billboard) | 37   |

## 認定
| 国/地域                          | 認定     | 認定/売上数 |
| -------------------------------- | -------- | ----------- |
| アメリカ合衆国 (RIAA)            | Platinum | 1,100,000   |
| 認定のみに基づく売上数と再生回数 |          |             |

## 受賞歴
| 年     | 賞                           | カテゴリ                         | 結果       | 注     |
| ------ | ---------------------------- | -------------------------------- | ---------- | ------ |
| 2012年 | キッズ・チョイス・アワード   | お気に入りの曲                   | ノミネート | [ 25 ] |
| 2012年 | BMI賞                        | トップ50・ソングス               | 受賞       | [ 26 ] |
| 2012年 | BMI賞                        | パブリッシャー・オブ・ザ・イヤー | 受賞       | [ 26 ] |
| 2012年 | ティーン・チョイス・アワード | チョイス・カントリー・ソング     | 受賞       | [ 27 ] |

## リリース履歴
| 国       | 発売日        | 規格                     | レーベル               |
| -------- | ------------- | ------------------------ | ---------------------- |
| アメリカ | 2011年7月18日 | Country radio            | ビッグマシン・レコード |
| アメリカ | 2011年8月10日 | マキシシングル（限定盤） | ビッグマシン・レコード |